# عنتر عصماني
عنتر عصماني لاعب كرة قدم جزائري في مركز حارس كان ضمن تشكيلة المنتخب الجزائري تحت 20 الفائزة ببطولة أفريقيا لكرة القدم للشباب سنة (1979)
و تشكيلة المنتخب الجزائري الفائزة بكأس الأمم الأفريقية لكرة القدم سنة 1990 بالجزائر

## ميلاده
ولد عنتر عصماني في 22 فيفري 1960 في سطيف الجزائر 

## مسيرته الكروية
التحق عنتر عصماني بفريق اتحاد سطيف في سن 12 إلى ندي اتحاد سطيف قبل أن يتجه إلى نادي وفاق سطيف للشباب في سن 16 (1976-1978)

### مسيرته الاحترافية
بدأت مسيرته الاحترافية عندما لعب أول مباراة مع الفريق الأول لوفاق سطيف سنة 1978 (18 سنة) ضد جمعية وهران، وخرج منها الوفاق فائزا بنتيجة 4 ـ 0 بعدها غادر فريقه المفضل وفاق سطيف موسم (1985-1986) إلى اتحاد بلعباس

### العودة إلى وفاق سطيف 1986-1995 والاعتزال
بعد عودته إلى نادي وفاق سطيف (1986) وحصوله على مركز الحارس الأول في نادي وفاق سطيف وبالإمكانيات التي أظهرها الحارس منذ بداية عودته والبراعة العالية في الدفاع عن مرماه حصل مع ناديه وفاق سطيف على لقب الدوري الجزائري موسم (1986–1987) ولقب كأس أفريقيا للأندية البطلة عام (1988) والكأس الأفروآسيوية للأندية عام (1989) وكأس الجزائر عام (1989)
و استمر عنتر عصماني مع ناديه وفاق سطيف إلى غاية الموسم الكروي 1994-1995 حيث قرر الاعتزال.

## إنضمامهللمنتخب1989-1992
بعد لعبه مع نادي وفاق سطيف في عدة مباريات مهمة والإمكانيات التي أظهرها الحارس منذ بداية مشواره الرياضي والبراعة العالية في الدفاع عن مرماه أدت إلى تتويجه بعدة ألقاب مع النادي، أهله ليكون ضمن التشكيلة الجزائرية ببطولة كأس الأمم الأفريقية لكرة القدم وتوج معها بكأس أمم أفريقيا سنة 1990 بالجزائر وقد حصل عنتر عصماني على لقب أفضل حارس بالبطولة

## ألقابه وإنجازاته

### النادي
- وفاق سطيف
  - الدوري الجزائري
    - الفائز: 1986–87

  - كأس أفريقيا للأندية البطلة
    - الفائز: 1988

  - الكأس الأفروآسيوية للأندية
    - الفائز: 1989

  - كأس الجزائر
    - الفائز: 1989

### المنتخب
- منتخب الجزائر تحت 20
  - بطولة أفريقيا لكرة القدم للشباب
    - الفائز: 1979
- منتخب الجزائر لكرة القدم
  - كأس الأمم الأفريقية
    - الفائز: 1990

  - كأس الأمم الأفرو آسيوية
    - الفائز: 1991

## ألقابه
- أفضل حارس في بطولة كأس الأمم الأفريقية لكرة القدم 1990
- ضمن التشكيلة المثالية لأحسن منتخب في إفريقيا سنة 1990

## روابط خارجية
- عنتر عصماني على موقع الاتحاد الدولي (مؤرشف)  (الإنجليزية)
- عنتر عصماني على موقع قاعدة بيانات كرة القدم.إي يو (الإنجليزية)
- عنتر عصماني على موقع ناشيونال فوتبول تيمز (الإنجليزية)